# Sõrve
Sõrve (estnisch; deutsch Sworbe) ist eine Halbinsel an der südlichen Spitze der estnischen Insel Saaremaa (deutsch Ösel).

## Beschreibung
Die Halbinsel Sõrve bildet das langgestreckte, schmale Ende der Insel Saaremaa. Sie ist 32 km lang und 10 km breit. Die Halbinsel wurde unter dem Namen Sworve erstmals 1234 urkundlich erwähnt. Sõrve umfasst die beiden ehemaligen Landgemeinden Salme (im Norden) und Torgu (im Süden). Die Landschaft ist für Naturliebhaber, Wandertouristen und Badegäste interessant. Die Strände bieten ideale Möglichkeiten für Windsurfer und Paraglider. Die 11 km langen Sanddünen von Järve stehen unter Naturschutz.
Zwischen der Südspitze der Halbinsel und dem lettischen Festland befindet sich die Irben-Straße, der wichtigste Schifffahrtsweg aus der Rigaer Bucht in die Ostsee.

## Militärgeschichte
Während des Zweiten Weltkriegs war die Halbinsel Sõrve Schauplatz erbitterter Schlachten zwischen der deutschen Wehrmacht und der sowjetischen Roten Armee. 1940 wurden zahlreiche sowjetische Befestigungen und Bunker gebaut, 1941 jedoch beim deutschen Angriff auf die Sowjetunion wieder weitgehend zerstört. Die Überreste sind bis heute zu sehen. Sowohl 1941 mit der deutschen Besetzung Estlands als auch 1944/45 beim Rückzug der Wehrmacht aus dem Baltikum fanden in mehreren Gefechten tausende von Soldaten auf Sõrve den Tod.
Besonders die Schlacht von Tehumardi ist als eine der blutigsten in die Geschichte des Baltikums eingegangen. In der Nacht des 8. Oktober 1944 kamen etwa 750 deutsche und sowjetische Soldaten ums Leben, viele im Nahkampf bei völliger Dunkelheit. Die deutschen Kriegstoten sind auf dem deutschen Soldatenfriedhof in Kudjape (dt.: Kudjapäh) beigesetzt. An die Schlachten erinnern heute ein 21 m hohes Kriegsdenkmal von 1966 am Strand bei Tehumardi sowie ein kleiner deutscher Gedenkstein aus dem Jahr 2004.
Bis in die 1990er Jahre diente Sõrve als Gelände für Raketenabschussbasen der sowjetischen Luftabwehr. Bis heute sind auf einem ca. 7 Hektar großen Territorium die Kasernengebäude, massiv betonierte Hangars, Luftschutzbunker und Startrampen für Raketen zu sehen. Das Gebiet gilt zwar nicht als Museum, ist aber seit dem Abzug der Roten Armee im Jahre 1992 gut erhalten geblieben.

## Leuchtturm
An der Südspitze der Halbinsel (Kap Zerel) befindet sich beim Dorf Sääre ein 1960 errichteter Leuchtturm aus Stahlbeton, der Sõrve tuletorn. Er ist 52 Meter hoch.
Erstmals ließ dort 1646 der schwedische Generalgouverneur Livlands, Gabriel Bengtsson Oxenstierna (1586–1656), ein Leuchtfeuer errichten. 1770 wurde an gleicher Stelle ein Leuchtturm aus Stein errichtet, 1945 ein Holzbau.